# Иссыкколь
Иссыкколь (каз. Ыстықкөл) — озеро в Кызылжарском районе Северо-Казахстанской области Казахстана. Находится в 6 км к югу от села Ново-Никольское. Находится в 2 км к юго-востоку от села Рассвет.
По данным топографической съёмки 1940-х годов, площадь поверхности озера составляет 1,21 км². Наибольшая длина озера — 1,5 км, наибольшая ширина — 1,2 км. Длина береговой линии составляет 4,5 км, развитие береговой линии — 1,15. Озеро расположено на высоте 136,1 м над уровнем моря.